# Нойбрунн (Тюрингия)
Нойбрунн (нем. Neubrunn) — община в Германии, в земле Тюрингия.
Входит в состав района Шмалькальден-Майнинген. Подчиняется управлению Зальцбрюкке. Население составляет 560 человек (на 31 декабря 2010 года). Занимает площадь 9,23 км².

## Фотографии

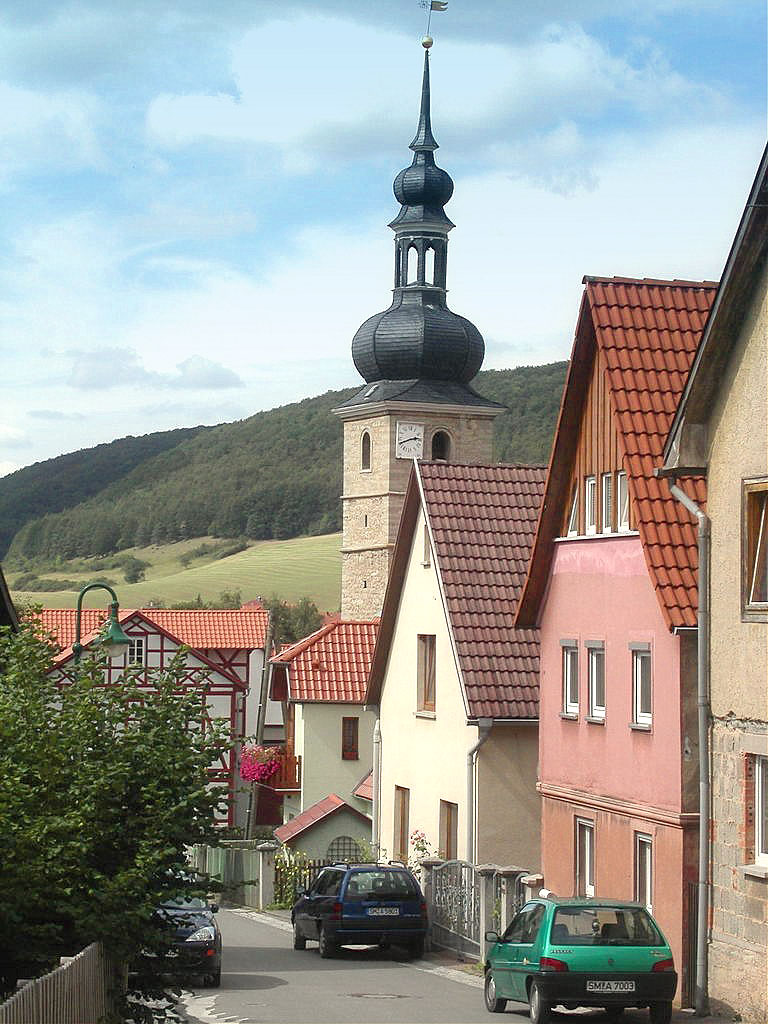
Церковь
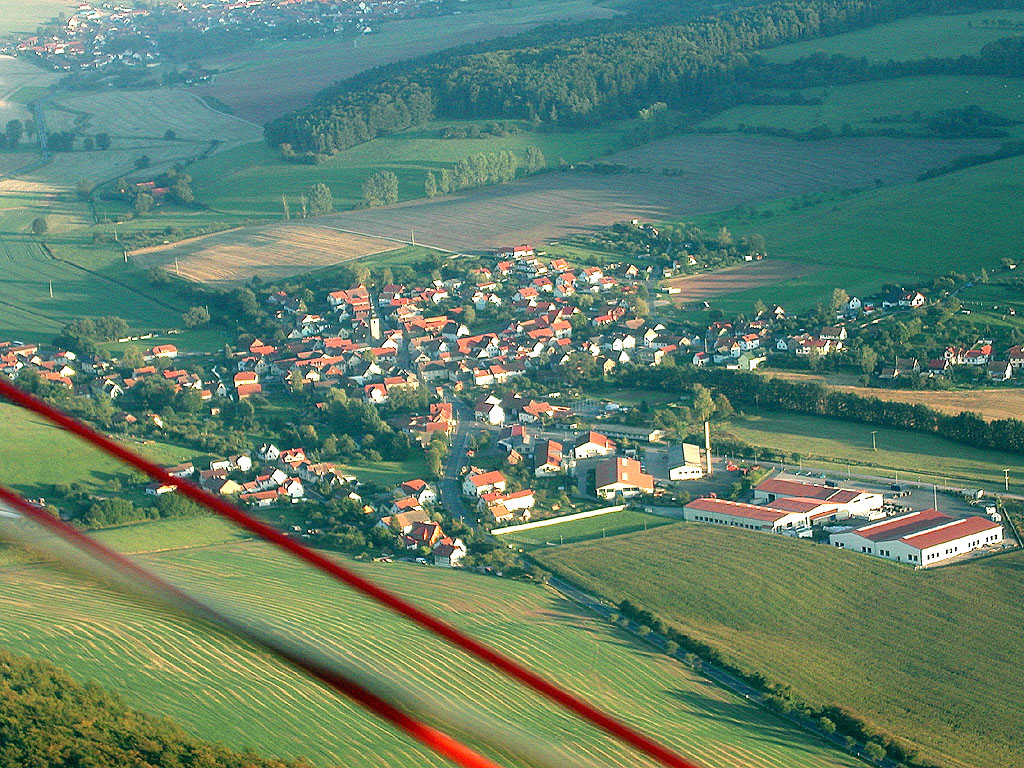
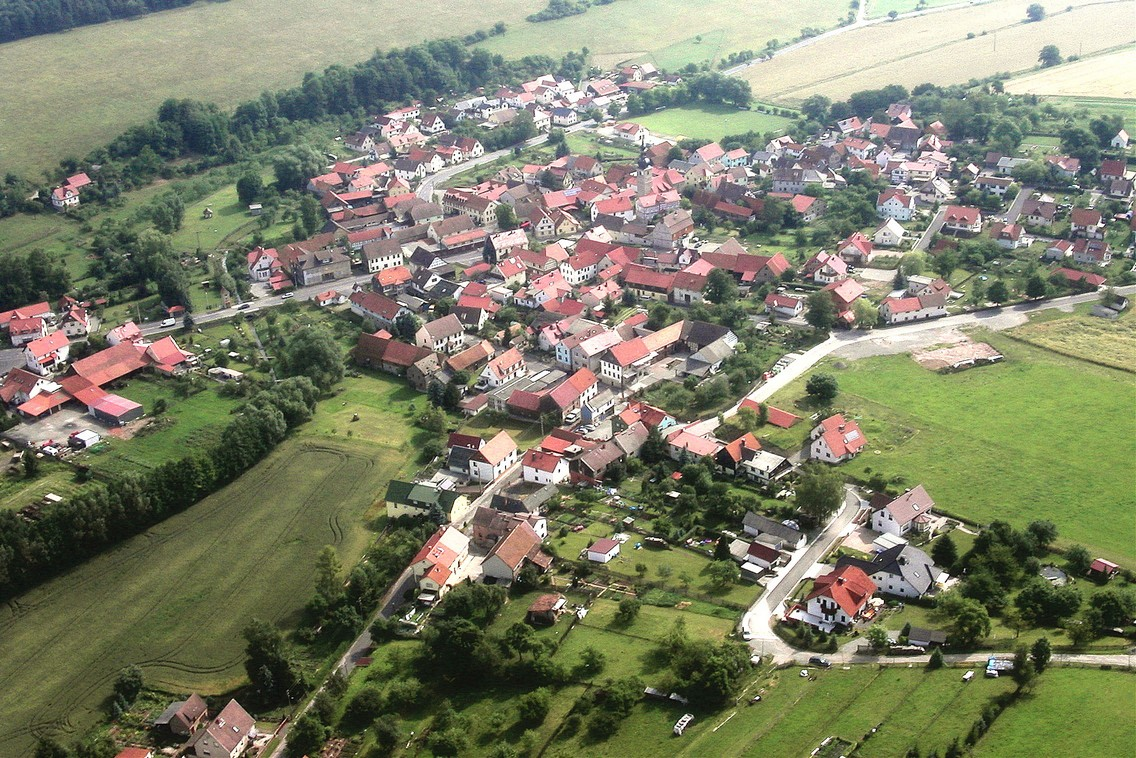
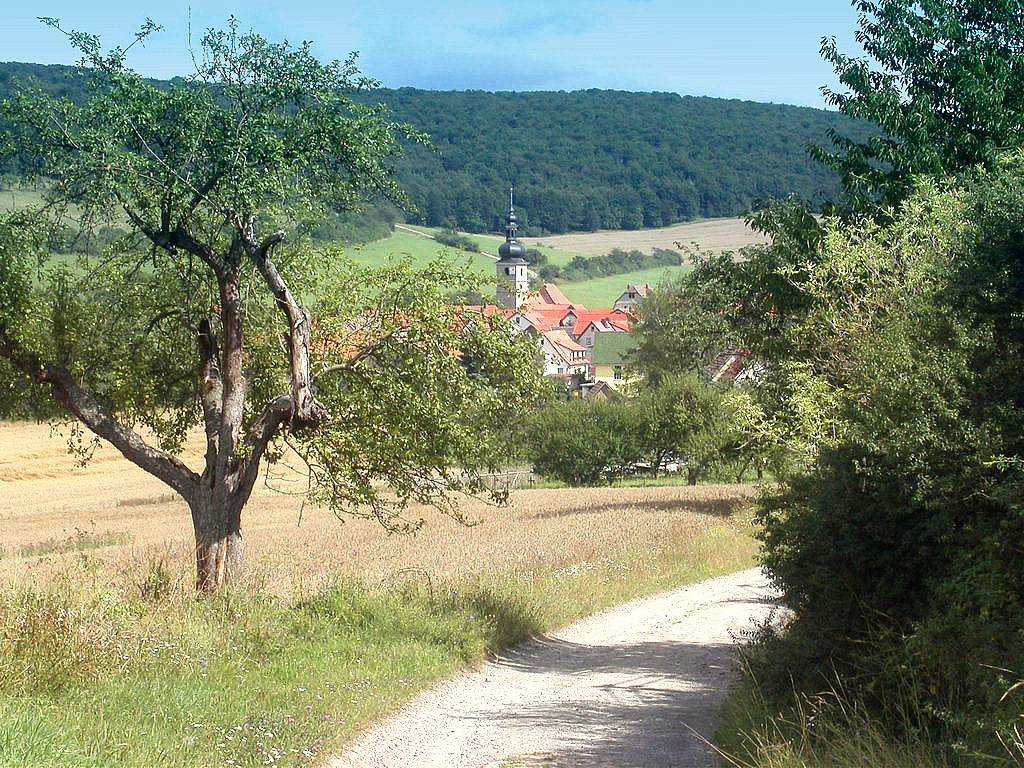
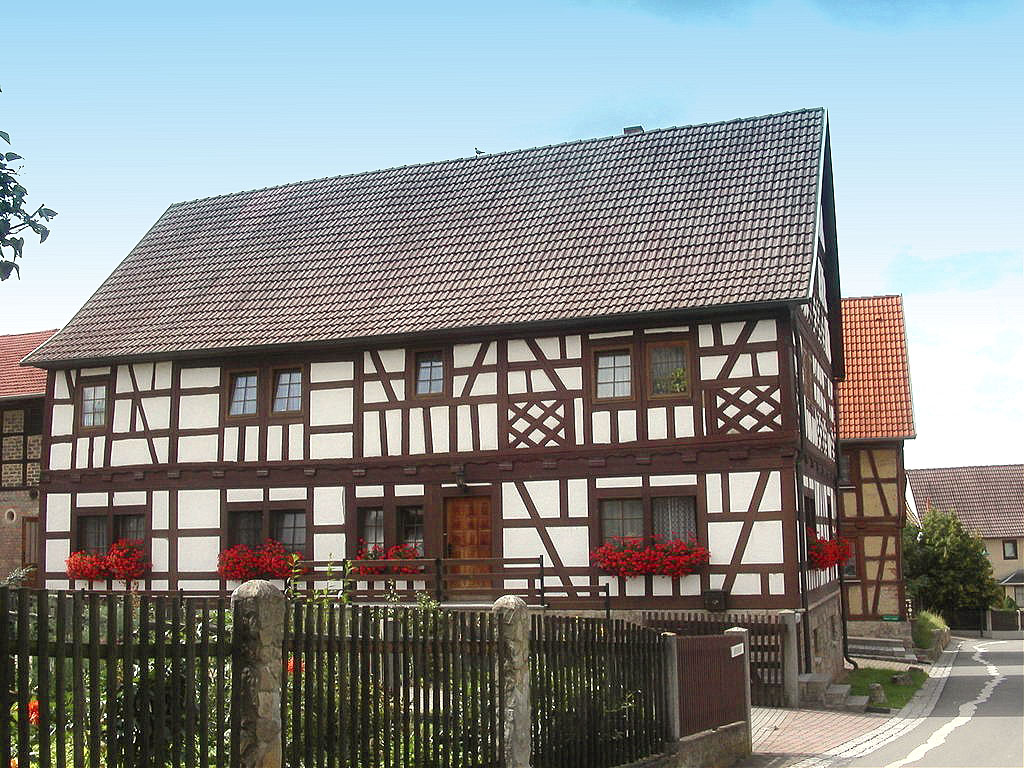
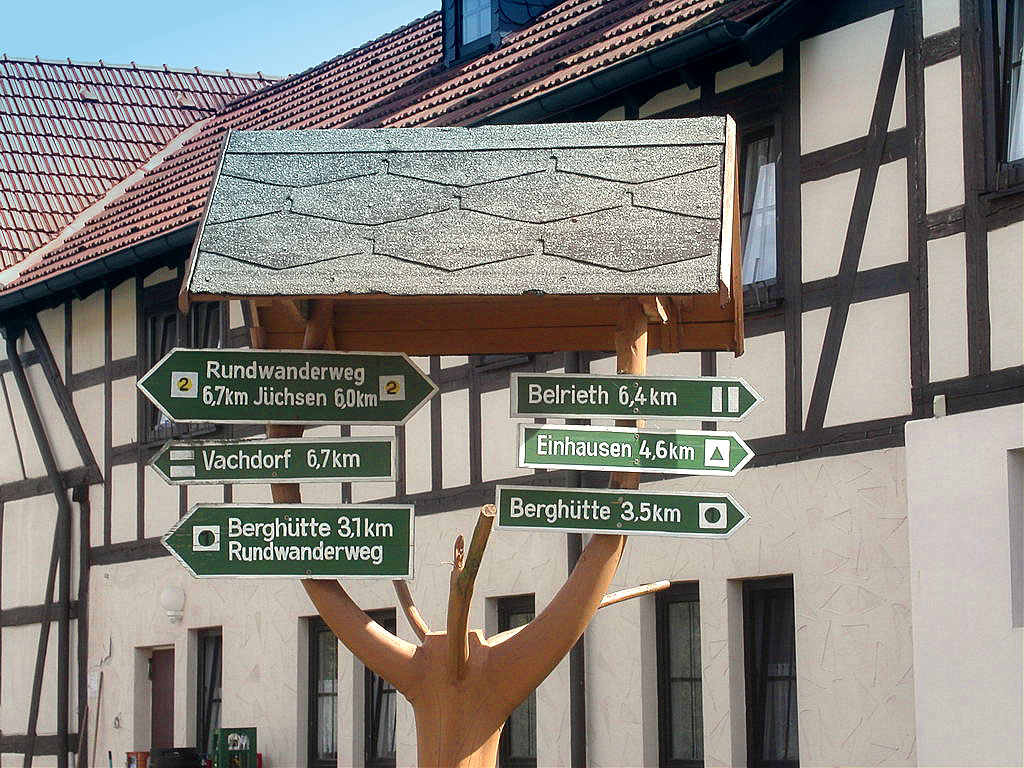
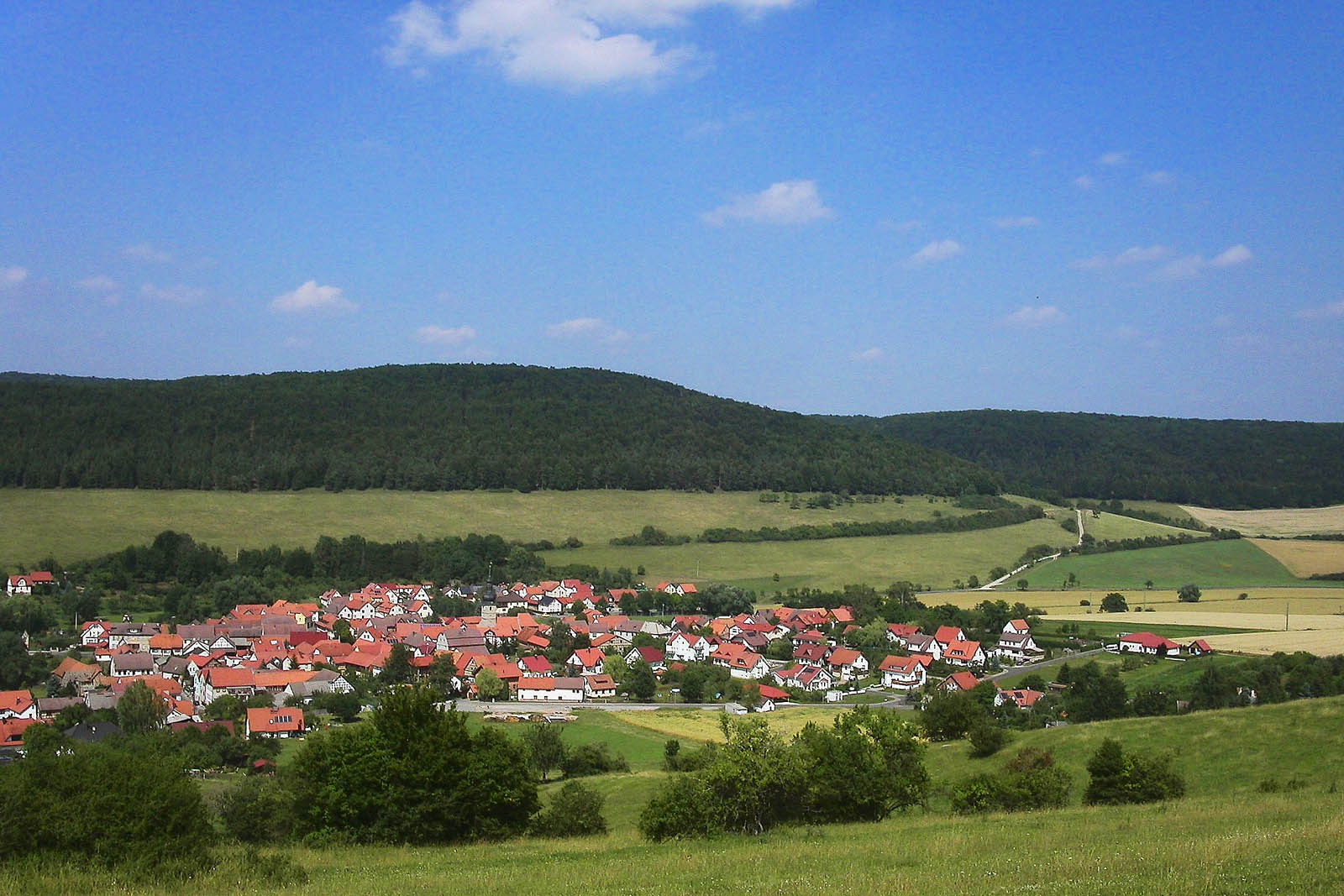